# Uvira
Uvira – miasto w Demokratycznej Republice Konga; w prowincji Kiwu Południowe; 235,1 tys. mieszkańców (2004). Przemysł spożywczy, włókienniczy, maszynowy, chemiczny.